# Lizanne Murphy
Pour les articles homonymes, voir Murphy.
Lizanne Murphy, née le 15 mars 1984 à Montréal, est une joueuse canadienne de basket-ball.

## Biographie
Arrivée en France en cours de saison dans une équipe de Tarbes en crise, elle apporte une solide contribution de près de 10 points par match. Elle signe la saison suivante pour un autre club français.
À l'été 2012, elle dispute les Jeux olympiques avec l'Équipe du Canada de basket-ball féminin, battue en quarts de finale par les Américaines.
En 2014-2015, elle est élue meilleure joueuse étrangère de la LFB pour sa seconde saison avec Angers (16,2 points avec une adresse de 60 % à 2 points, 41 % à 3 points, 7,4 rebonds en 34 minutes). Blessée aux ligaments croisés du genou en décembre 2015, sa saison est abrégée, mais elle signe néanmoins une prolongation de contrat pour la saison suivante en Anjou. Alors qu'elle était engagée pour la saison 2017-2018 avec Tarbes, elle met un terme à sa carrière pour reprendre des études de médecine. MVP de la saison 2014/2015, elle affichait 10 points à 47 % de réussite à 2-points, 6,1 rebonds et 1,5 passe décisive pour 11,9 d'évaluation lors de sa dernière saison angevine. 

## Équipe nationale
Le Canada dispute et remporte les Jeux panaméricains de 2015 organisés à Toronto avec 5 victoires pour aucun revers, puis remporte également l'or au Championnat des Amériques en août 2015 en disposant de Cuba en finale, ce qui qualifie directement l'équipe pour les Jeux olympiques de Rio.

## Clubs
| Saisons   | Équipe                          | Pays       |
| 2005-2007 | Hofstra (NCAA)                  | États-Unis |
| 2007-2008 | Honsu                           | Finlande   |
| 2007-2008 | Lappeenranta                    | Finlande   |
| 2008-2009 | Arvi Marijampolė                | Lituanie   |
| 2009-2010 | MBK Ružomberok                  | Slovaquie  |
| 2010-2011 | MMKS Energa Katarzynki Toruń    | Pologne    |
| 2011-2012 | Tarbes GB                       | France     |
| 2012-2013 | Pays d'Aix Basket 13            | France     |
| 2013-2017 | Union féminine Angers Basket 49 | France     |

## Palmarès
- Vainqueur de la Coupe de Finlande en 2008
- MVP étrangère de la LFB 2014-2015[4]
- 1re du championnat des Amériques 2015[6]
- 1re des Jeux panaméricains de 2015[5]